# Michalowskiya minuta
Michalowskiya minuta är en insektsart som beskrevs av Sohi och Mann 1990. Michalowskiya minuta ingår i släktet Michalowskiya och familjen dvärgstritar. Inga underarter finns listade i Catalogue of Life.